# Hydnophytum ferrugineum
Hydnophytum ferrugineum är en måreväxtart som beskrevs av Paul Irwin Forster. Hydnophytum ferrugineum ingår i släktet Hydnophytum och familjen måreväxter.
Artens utbredningsområde är Queensland. Inga underarter finns listade i Catalogue of Life.